# Premio Internazionale RIBA
Il Premio Internazionale RIBA o RIBA International Awards fa parte di un programma di premi gestito dal Royal Institute of British Architects, che comprende anche il Premio Stirling (Stirling Prize) e il Premio Europeo RIBA. Il RIBA International Award premia "l'eccellente lavoro svolto dai membri di RIBA in tutto il mondo".
Vengono assegnati annualmente a un numero variabile di edifici.
La rosa dei candidati al Premio Lubetkin è composta dai vincitori dei RIBA International Awards.